# Ilyushin Il-6

## Especificaciones

### Características generales
- Tripulación: 6
- Longitud: 17,4 m (57 ft)
- Envergadura: 26,1 m (85,5 ft)
- Superficie alar: 84,8 m² (912,8 ft²)
- Peso vacío: 11 930 kg (26 293,7 lb)
- Peso cargado: 19 600 kg (43 198,4 lb)
- Planta motriz: 2×  Charomskiy ACh-30BF (M-30).
  - Potencia: 1417 kW (1954 HP; 1927 CV) cada uno.

### Rendimiento
- Techo de vuelo: 7000 m (22 966 ft)
- Régimen de ascenso: 2,9 m/s (571 ft/min)

- Datos: Q771718
- Multimedia: Ilyushin Il-6 / Q771718